# Apelo ao ridículo
Apelo ao ridículo é uma falácia informal que apresenta o argumento do oponente sob uma forma que parece ridícula.

## Estrutura lógica
Esta linha de raciocínio tem a seguinte forma:
- A é um argumento ridículo.
- Logo, A é falso.

É uma falácia porque tornar um argumento ridículo não o torna falso, por exemplo, "1 + 1 = 2, Esta é coisa mais ridícula que eu já ouvi!".
O apelo ao ridículo não deve ser confundido com táticas válidas, que consistem em mostrar que o argumento realmente é ridículo, como através da reductio ad absurdum; essa técnica consiste em mostrar que uma contradição ou um resultado absurdo é consequência do argumento que se quer desmentir.